# Palaquium hexandrum
Palaquium hexandrum är en tvåhjärtbladig växtart som först beskrevs av William Griffiths, och fick sitt nu gällande namn av Henri Ernest Baillon. Palaquium hexandrum ingår i släktet Palaquium och familjen Sapotaceae. Inga underarter finns listade i Catalogue of Life.